# Stefan Stančev
Stefan Stančev, meglio conosciuto come Stefan Stanchev (in bulgaro Стефан Станчев?; Smoljan, 26 aprile 1989), è un ex calciatore bulgaro, di ruolo difensore.

## Carriera
Proveniente dalle giovanili del Levski Sofia, debutta il 13 giugno 2009, contro il Pirin. Il 2 agosto 2009 viene mandato in prestito per una stagione proprio al Pirin, insieme al compagno Ivan Tsachev.

## Palmarès

### Club

#### Competizioni nazionali
- Campionato bulgaro: 1

Levski Sofia: 2008-2009